# Denise Glaser
Pour les articles homonymes, voir Glaser.
Denise Glaser, née le 30 novembre 1920 à Arras (Pas-de-Calais) et morte le 6 juin 1983 à Paris 15e, est une productrice et présentatrice de télévision française, principalement connue pour avoir produit et présenté l'émission musicale Discorama de 1961 à 1975.

## Biographie

### Famille et jeunesse
Denise Glaser naît dans une famille de commerçants juifs qui tient à Arras, dans le  Pas-de-Calais, le magasin  de vêtements et de tissus « À la maison bleue ». Yvonne Stein, sa mère, est la fille des créateurs du magasin. Son père, Roger Glaser, grièvement blessé durant la Première Guerre mondiale, a reçu la Croix de guerre à la fin du conflit. Elle a un frère, Jean, qui deviendra médecin,.
À l'adolescence, Denise rêve de devenir pianiste, mais pendant la Seconde Guerre mondiale, en raison  de leur judéité, ses parents voient leur magasin confisqué et aryanisé : de 1942 à 1944, il devient le siège de la Deutsche Werbestelle, office qui gère le Service du travail obligatoire.
Réfugiée à Clermont-Ferrand en 1943, Denise étudie la philosophie et y fait une rencontre capitale, celle du couple d'enseignants et résistants Dominique et Jean-Toussaint Desanti qui, plus tard, la présenteront à Frédéric Rossif à l'ORTF. Elle rejoint alors leur réseau de résistance, le Mouvement national contre le racisme, dont le but était d'aider des enfants risquant la déportation.
Toujours en 1943, recherchée, elle se réfugie en Lozère, à l'hôpital psychiatrique de Saint-Alban dirigé par les docteurs Lucien Bonnafé et François Tosquelles, où se cachaient de nombreux juifs et résistants. Elle y rencontre Paul Éluard.
Selon ses dires, Denise Glaser restera à jamais marquée par la Shoah, déclarant en 1964 : « Les fours crématoires, j'y pense continuellement. »

### Conflit familial et débuts professionnels
En 1945, ses parents, qui ont retrouvé leur magasin de confection à Arras, lui demandent de travailler avec eux ou, à défaut, à l'usine. Denise Glaser refuse, car elle souhaite se diriger vers une carrière dans le spectacle, le journalisme ou la mode. Il en résulte une brouille qui va durer une dizaine d'années.
Elle travaille d'abord comme journaliste pour Paris Midi avec Dominique Desanti, tout en poursuivant des études de philosophie, obtenant une licence.
En 1948, elle entre à la discothèque de la Radiodiffusion française, la RDF, qui deviendra un an plus tard la RTF, et en 1964 l'ORTF. Elle travaille auprès de Jean Guignebert, apprenant le métier d'illustratrice sonore et est ensuite engagée par Pierre Sabbagh au journal télévisé, chargée de son habillage musical.
Parallèlement, elle rencontre des personnalités qui seront décisives pour sa future carrière à la télévision : tout d'abord Boris Vian, mais également Jacques Canetti, célèbre directeur artistique et producteur musical, grand découvreur de talents et également propriétaire du théâtre des Trois Baudets qui verra défiler les plus célèbres noms de la chanson française.
Pendant trois ans, elle présente à Jean d'Arcy, patron de la RTF, un projet d'émission sur l'actualité de la chanson, du disque, du théâtre et du cinéma. En 1959, il finit par accepter sa proposition et c’est ainsi que naît Discorama, le 4 février 1959, diffusé le dimanche à l'heure du déjeûner.

### Les annéesDiscorama
Dans un grand studio vide et peint de blanc, Denise Glaser invite grandes vedettes ou débutants à se dévoiler. Beaucoup lui doivent le succès de leur carrière : Barbara, Serge Gainsbourg, Jacques Brel, Paco Ibanez, Michel Polnareff, Georges Moustaki, Maxime Le Forestier, Atahualpa Yupanqui et tant d'autres. En une quinzaine d'années, Discorama s'imposera parmi les meilleures émissions de variétés de la télévision. Parallèlement, elle anime en 1970 Comme il vous plaira diffusée en seconde partie de soirée avec notamment en invité Jeanne Moreau.
En 1974, Valéry Giscard d'Estaing, récemment élu président de la République, démantèle l'ORTF — symbole du contrôle gaullien de l'information — en différentes sociétés. Entre décembre 1974 et juin 1975, 2 702 agents sont licenciés dont 160 journalistes membres du SNJ, et Denise Glaser, cataloguée comme gauchiste, entame une longue période noire : Discorama est supprimé le 5 janvier 1975 et elle se trouve privée définitivement d’antenne.

### Timide retour
L'arrêt définitif de son émission lui porte un coup fatal, tant elle s'y est identifiée. Elle tente alors en vain de faire de la radio, mais Europe 1 et RTL ne veulent pas l'engager. Sans travail — en 1976, au cours d’une interview donnée à Philippe Bouvard, elle avoue pointer au chômage —, en proie à de sérieuses dettes, elle prête finalement sa voix à des annonces publicitaires et participe à des courts-métrages grâce à quelques rares relations restées fidèles,.
En 1981, ayant décidé de faire valoir ses droits à la retraite, elle entre  en conflit avec TF1. Déboutée de ses droits, elle ne touche qu'une petite pension. Elle arrive l’année suivante à travailler pour FR3 en tant que chroniqueuse pour Soir 3 en compagnie d' Henry Chapier où elle traite de la culture, ce qui lui permet également de revenir sur les grands moments de Discorama.

### Maladie et décès
En 1982, Denise Glaser, en dépression, apprend qu’elle est victime d'un cancer du poumon, maladie qui l’éloignera encore plus des plateaux télévisés. Elle ne quittera bientôt plus son logement, et le 7 juin 1983, appelés par ses voisins qui ne l'entendent plus se déplacer, les pompiers la trouveront victime d’un infarctus.
Les obsèques de Denise Glaser ont lieu dans le carré juif du cimetière Saint-Roch, à Valenciennes, où les seules artistes qui ont fait le déplacement sont Catherine Lara et Barbara,.
Le journal Le Monde écrira que la présentatrice « au large sourire » et à « la maïeutique étudiée » était « une productrice enthousiaste doublée d'une intervieweuse intuitive », et qu'« avec près de 300 heures de programmes, son Discorama est l'un des trésors d'archive de l'Institut national de l'audiovisuel. »

## Œuvre

### Filmographie
- 1978 : Le Pion de Christian Gion : La présentatrice TV

### Parolière
- Aussi loin que l'amour pour Marie Laforêt en 1971, chanson du film Aussi loin que l'amour de Fréderic Rossif
- Les fruits de mer pour Serge Reggiani en 1973

## Hommages
Il existe une rue Denise-Glaser à Valenciennes dans la ville où elle est inhumée. La décision municipale a été prise en octobre 2014.

### DVD
- Discorama. Coffret de 3 DVD, comprenant également un documentaire d'une heure sur Denise Glaser. INA, 2008.